# Joop Mulder (theaterproducent)

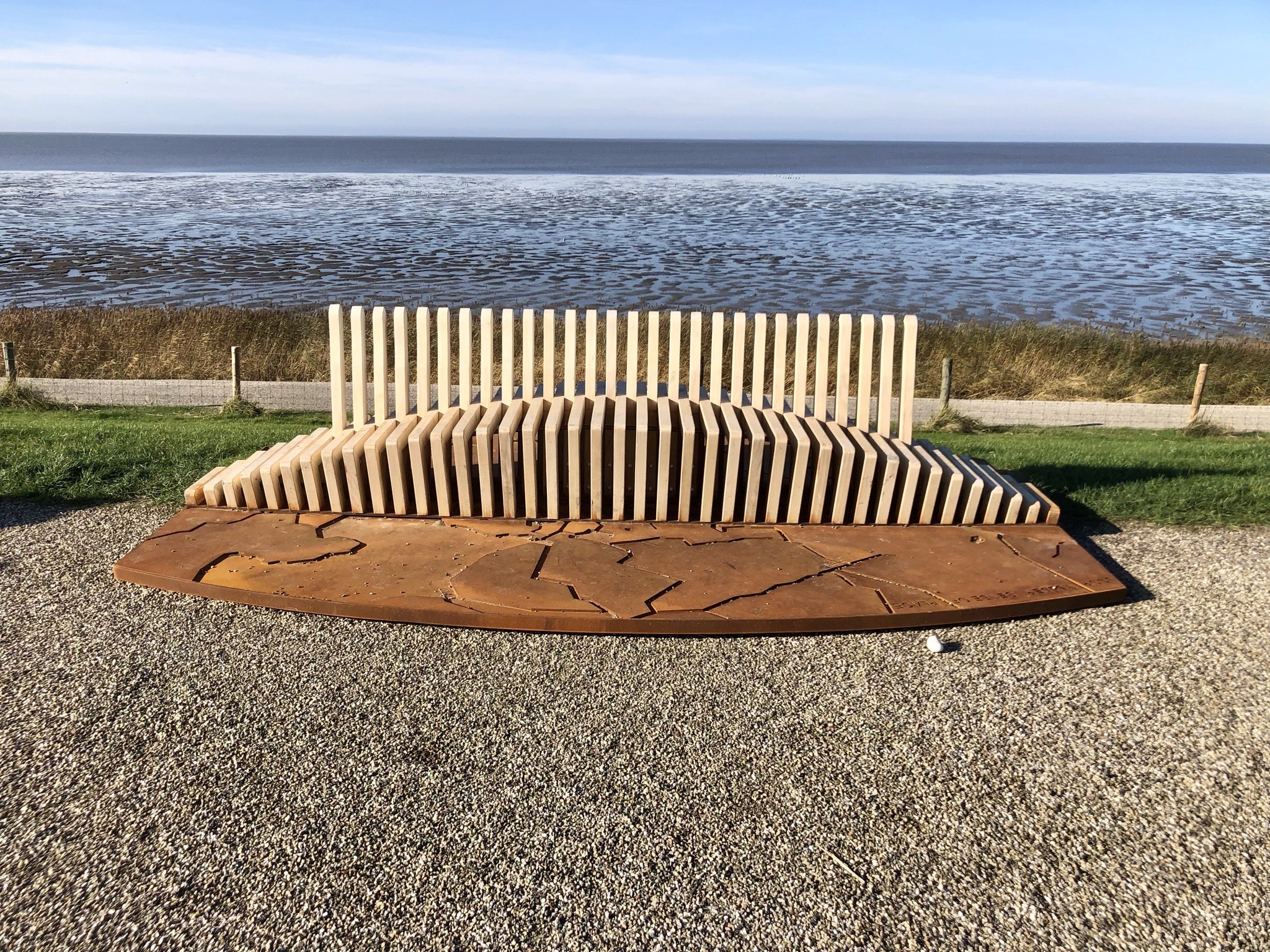
Het kunstwerk Watdataangaat ter ere van Joop Mulder op de Waddenzeedijk in Koehool. Watdataangaat was een veelvuldig gebruikte uitspraak van Joop Mulder. (Ontwerp Marc van Vliet)

Joachim Jan Titus (Joop) Mulder (Bolsward, 10 mei 1953 – Leeuwarden, 10 januari 2021) was een producent van locatietheater, die bekendheid genoot als oprichter en artistiek leider van het Oerolfestival.

## Levensloop
Joop Mulder was een zoon van Johan Mulder, de burgemeester van Bolsward. Na tien jaar HBS had hij nog steeds geen diploma; zijn aandacht ging vooral uit naar dans. Hij was op jeugdige leeftijd al geïnteresseerd in theater maar was beter in het organiseren dan in de vertolking. Hij wilde naar de kunstacademie maar zijn vader verhinderde dat. Die zag liever dat hij wiskunde ging studeren. Aanvankelijk trok hij de wereld door; eerst een Grieks eiland, daarna trekkend door Azië en Latijns-Amerika. In 1978 werd hij uitbater van Café De Stoep te Midsland op Terschelling. Hier begon hij met theater- en poëzieavonden en de zogenaamde Fool Moon-weekenden, weekenden met optredens van Jules Deelder, Simon Vinkenoog of Diana Ozon. Hij nodigde muzikanten en straatartiesten uit die optraden rond zijn café. Dat groeide uit tot het eerste Oerolfestival in 1982. Hij zag theater als een natuurverschijnsel en de natuur van Terschelling als decor. Dankzij zijn doorzettingsvermogen lukte het hem om prominente regisseurs en gezelschappen te contracteren, met als hoogtepunt in 1999 een uitvoering van Peer Gynt door Tryater onder leiding van Jos Thie. Oerol groeide tegen zijn verwachting uit tot een van de grootste theaterfestivals op locatie in Europa. In 2017 trok hij zich terug. Hij werd artistiek directeur van het door hem opgerichte Sense of Place, een project om landschapskunst langs de Waddenzee te verwezenlijken. Het lukte hem als zodanig om De Reuzen van Royal de Luxe naar Leeuwarden Culturele Hoofdstad 2018 te halen. Al jaren had hij tevergeefs geprobeerd De Reuzen naar Oerol te krijgen. 
Joop Mulder had hartproblemen en overleed op 67-jarige leeftijd. Hij werd op 19 januari per praam naar het crematorium in Marssum gebracht.

## Onderscheidingen
- Mulder kreeg de Friese Anjer van het  Prins Bernhard Cultuurfonds Fryslân voor zijn verdienste voor het Oerolfestival (1992);
- Hij was officier in de Orde van Oranje-Nassau (2002);
- Hij was ridder in de Franse Orde van Kunsten en Letteren (2007);
- Hij kreeg de International Citation of Merit van de International Society for the Performing Arts (2018).[5]

## Vernoemingen
- De Joop Mulder Plak, ingesteld in 2017, wordt jaarlijks uitgereikt aan een kunstenaar die verrassend werk ontwikkelt in het Terschellinger landschap.[6]